# Laudatio Turiae

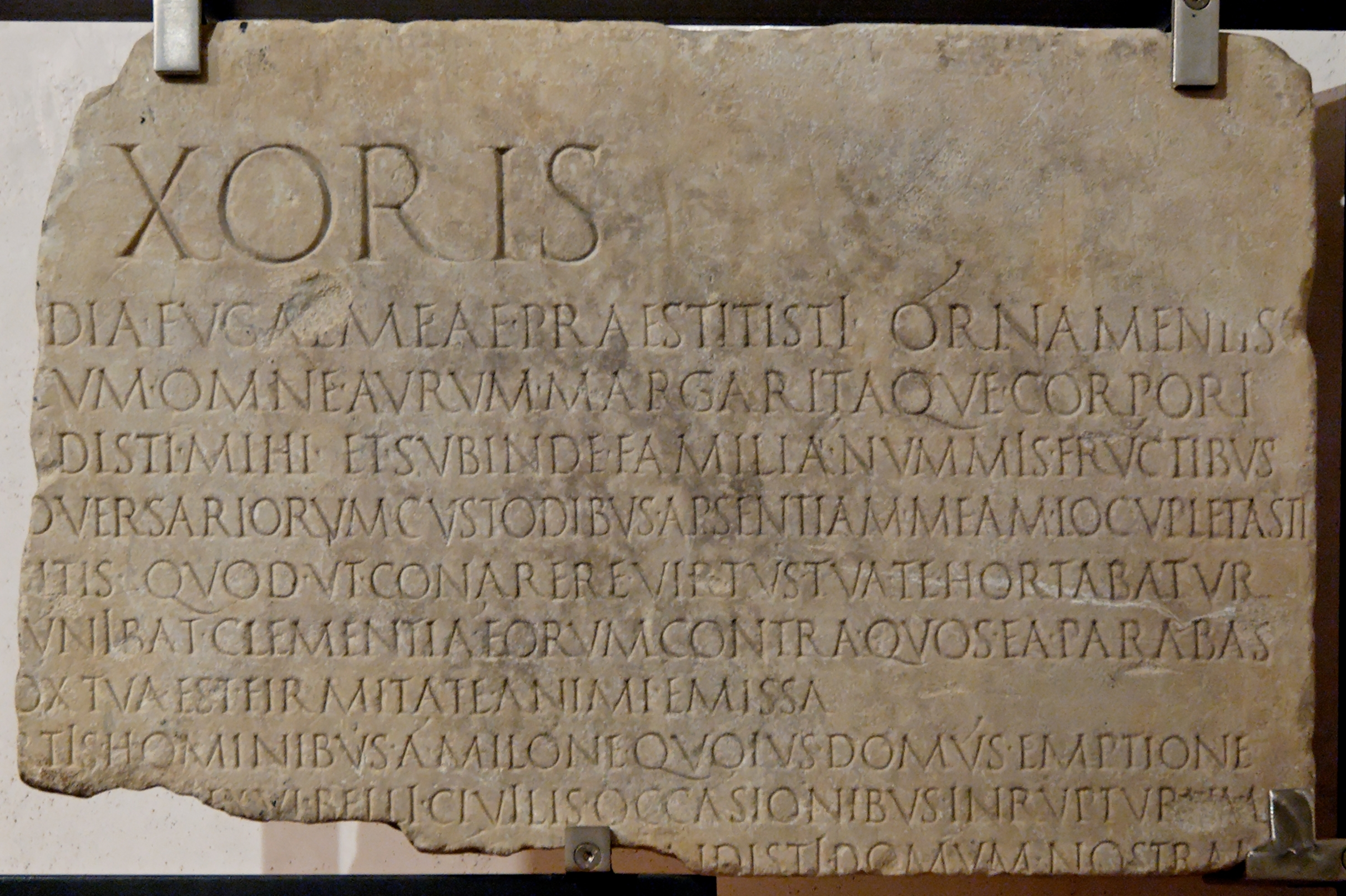
Fragment de la Laudatio Turiae

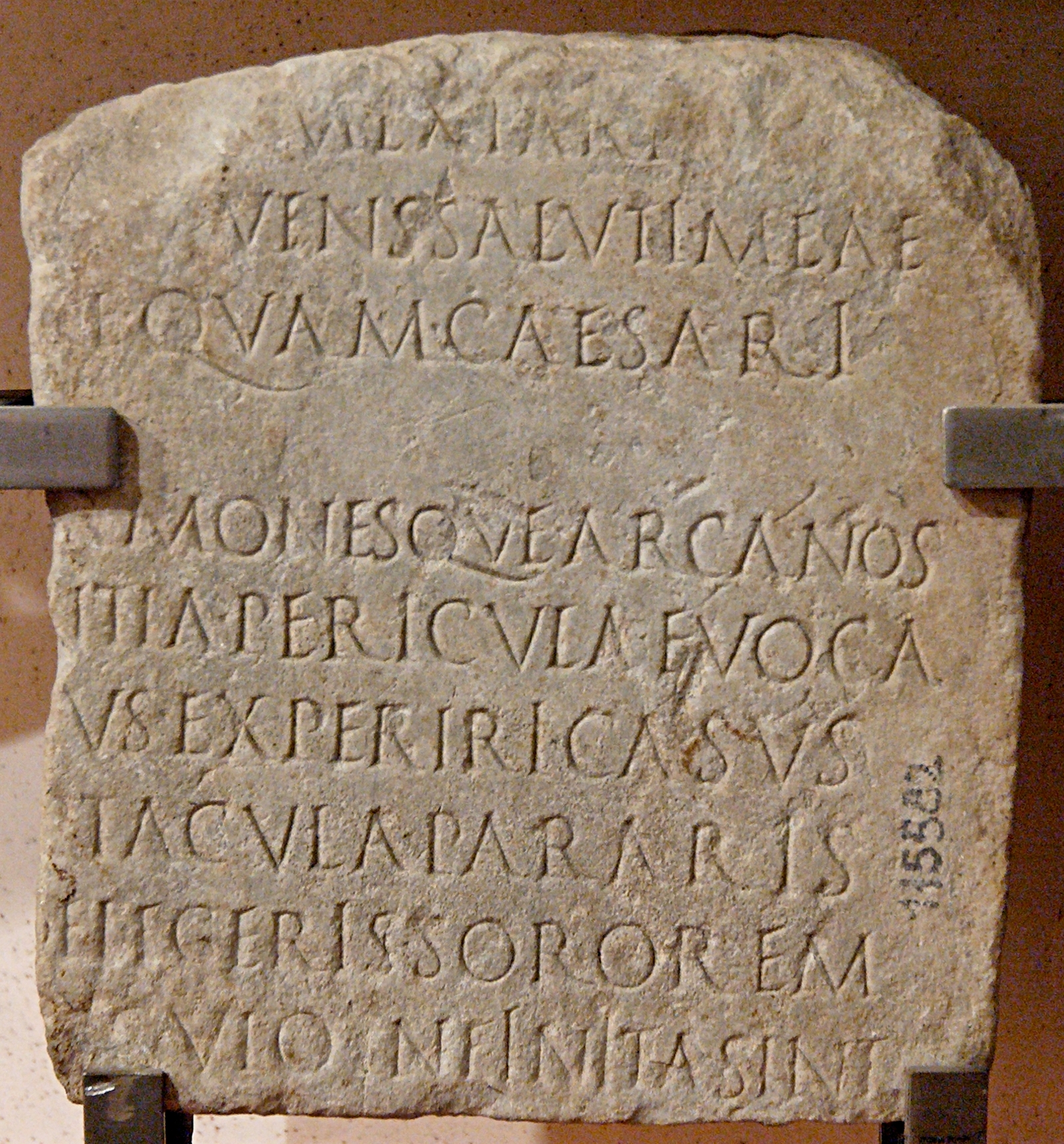
Autre fragment de la Laudatio Turiae

La Laudatio Turiae est une épitaphe latine datant de la fin du Ier siècle av. J.-C., gravée sur une stèle funéraire qui est conservée au Musée national romain des Thermes de Dioclétien.
L'inscription, d'une longueur inhabituelle, est disposée sur deux colonnes. Il manque un certain nombre de lignes ou de portions de lignes de l'inscription.
Le texte de l'épitaphe est un éloge de la défunte par son mari. Le nom de la défunte n'est pas conservé sur l'inscription. Elle a été identifiée traditionnellement avec Turia, épouse de Quintus Lucretius Vespillo, consul en 19 av. J.-C., mais cette identification n'est généralement plus acceptée aujourd'hui. 
L'éloge dit de Turia est une source primaire dont il est difficile de quantifier la partie véridique de la partie purement rhétorique, dans ce qui ressemble à un plaidoyer politique pro domo dans la période de transition entre le second triumvirat et l'époque d'Auguste. Rédigé par un citoyen victime de la proscription puis réhabilité, il est toutefois riche en données historiques sur cette période, et témoigne en outre de la représentation des attributs considérés comme féminins tout en proposant un modèle de qualités réelles moins conventionnelles.

## Éditions
- Pour la concordance épigraphique, elle est notée CIL VI, 1527 (fragments supplémentaires : 31670, 37053, 41062) = ILS, 8393[3].
- Marcel Durry, Laudatio Turiae : Éloge funèbre d'une matrone romaine. Éloge dit de Turia. Texte établi, traduit et commenté (Coll. des Universités de France), Paris, Les Belles Lettres, 1950.
- Dieter Flach, Die sogenannte Laudatio Turiae. Einleitung, Text, Übersetzung und Kommentar (« Texte zur Forschung », Bd. 58), Darmstadt, Wissenschaftliche Buchgesellschaft, 1991.  (ISBN 3-534-11287-3)
- Erik Wistrand, The so-called Laudatio Turiae. Introduction, Text, Translation, Commentary (« Studia Graeca et Latina Gothoburgensia », 34), Göteborg, Acta Universitatis Gothoburgensis, 1976.  (ISBN 91-7346-009-5)